# چکندون
چکندون (به انگلیسی: Checkendon) یک روستا و محله مدنی در بریتانیا است که در آکسفوردشر جنوبی واقع شده‌است. چکندون ۹٫۸۵ کیلومتر مربع مساحت و ۴۹۳ نفر جمعیت دارد.